# 丘利曼
丘利曼（羅馬化：Chulʹman）是俄罗斯萨哈共和国的市级镇，属涅留恩格里区，在区行政中心涅留恩格里东北方向、共和国首府雅库茨克西南方向。
该地2021年人口有7,433人；2010年人口9,766；2002年人口10,782；1989年人口17,354。